# Dicrurus densus
Dicrurus densus е вид птица от семейство Dicruridae.

## Разпространение
Видът е разпространен в Индонезия и Източен Тимор.